# 397279 Bloomsburg
397279 Bloomsburg è un asteroide della fascia principale. Scoperto nel 2006, presenta un'orbita caratterizzata da un semiasse maggiore pari a 2,8685775 UA e da un'eccentricità di 0,0757882, inclinata di 14,86757° rispetto all'eclittica.
L'asteroide prende il nome dalla città statunitense Bloomsburg. 